# Окопная, Елена Валерьевна
Еле́на Валерьевна Око́пная (род. 17 января 1985, Свердловск) — российский художник-постановщик, художник по костюмам, режиссёр и продюсер. Широкое признание получила благодаря созданию визуального образа фильмов Алексея Германа-младшего с 2011 года.

## Биография
Родилась в Свердловске (ныне Екатеринбург). С раннего детства занималась балетом, выступала в театре балета «Щелкунчик» (1989—2000).
Училась в СУНЦ УрГУ до 2002 года, затем продолжила образование в Институте международных связей (ИМС) на факультете лингвистики, кафедре общей лингвистики и межкультурной коммуникации, где училась до 2004 года.
С 2003 по 2007 год работала на киностудии ВГИК в качестве директора кинокартин. В 2009 году окончила факультет продюсерства и экономики ВГИКа.
С 2017 по 2019 годы обучалась режиссуре во Всероссийской киношколе (ВКСР) в мастерской Павла Лунгина и Ирины Волковой.
Начинала карьеру на Свердловской киностудии как location manager, администратор и администратор постпродакшна.
Продюсировала проект современного танца «Двери настежь» с участием артистов балета Большого театра, а также долгое время курировала киноклуб театра «Практика».

## Выставочная деятельность
Куратор экспериментального проекта «Сейчас 2017» (совместно с Антонио Джеуза), который представлял диалог между искусством и кино и расширял традиционные границы кино как формы искусства. Проект продемонстрировал эксперименты 1970-х годов с использованием видеотехники, изменяя нарративы кино и преобразовывая выставочное пространство в новый опыт восприятия, где главным героем стал объект. Выставка проходила в Московском музее современного искусства (MMоMA).

## Визуальный стиль
Работы Елены Окопной отличаются тщательной проработкой деталей и особым вниманием к историческому и эмоциональному контексту через документальные материалы. Её стиль гармонично сочетает художественную выразительность и аутентичность эпохи, что придаёт фильмам глубокий визуальный пласт.

## Фильмография (выборочно)

### Режиссёр
- Ян Антонышев (2021, продюсер Евгений Герасимов)
- Сны Беслана (2025)

### Художник-постановщик и художник по костюмам
- Под электрическими облаками (2015) — художник-постановщик, художник по костюмам
- Из Токио (короткометражный) — художник-постановщик, художник по костюмам
- Довлатов (2018) — художник-постановщик, художник по костюмам
- 5000 дней вперед (короткометражный) — художник-постановщик, художник по костюмам
- Дело (2021) — художник-постановщик, художник по костюмам[7]
- Воздух (2023) — художник-постановщик, художник по костюмам[8],[9]
- Архитектор: история Алексея Германа и его фильмов (2023) — художник-постановщик
- Затерянные (2024) — художник-постановщик, художник по костюмам
- Сын мой (2025) — художник-постановщик, художник по костюмам

## Награды и номинации
- Премия «Серебряный медведь» за выдающиеся достижения в области киноискусства на Берлинском кинофестивале (2018)[10][11]
- Премия «Ника» за лучшую работу художника по фильму «Довлатов» (2019)
- Премия «Восток — Запад. Золотая Арка» за лучшую работу художника-постановщика (2019)[12]
- Номинации на премии «Золотой Орёл» (2024) и «Ника» (2024) за фильм «Воздух» (2023) в категориях «Лучший художник-постановщик» и «Лучший художник по костюмам»[13][14]